# Eisenbahnunfall von Kukujewskaja
Bei dem Eisenbahnunfall von Kukujewskaja (auch: Eisenbahnunfall von Tschern) am 29. Junijul. / 11. Juli 1882greg. stürzte bei dem Dorf Kukujewskaja im Gouvernement Tula, zwischen den Bahnhöfen Tschern (russisch Чернь) und Mzensk, Russisches Kaiserreich, bei Streckenkilometer 316 der Bahnstrecke Moskau–Kursk, ein Schnellzug nach einem Schaden am Unterbau von einem Bahndamm. 42 Menschen starben.

## Ausgangslage
An der späteren Unfallstelle verlief die Strecke auf einem bis zu 27 Meter hohen Bahndamm, der auch ein Gewässer querte. Gegen den Damm fließendes Wasser wurde durch zwei gusseiserne Rohre unter dem Damm hindurch geleitet. Am 29. Juni 1882 regnete es in der Gegend sehr heftig. Der Durchfluss verstopfte und das Wasser staute sich gegen den Bahndamm und weichte ihn auf. Die Besatzung eines Zuges, der die Unfallstelle passierte, meldete den Schaden am nächsten Bahnhof. Das allerdings nutzte nichts, denn auch die telegrafische Verbindung war aufgrund des Unwetters unterbrochen.

## Unfallhergang
Als der Druck des Wassers gegen den Bahndamm zu hoch wurde, brach er und wurde in die Schlucht geschwemmt. Die Gleise hingen in der Luft. In diese Situation fuhr der folgende Schnellzug („Postzug“) ohne Warnung in die Gefahrenstelle hinein und stürzte in die entstandene Lücke. Nachströmendes Wasser und Schlamm bedeckten die Trümmer der abgestürzten Fahrzeuge unter sich.

## Folgen
42 Menschen starben, 35 weitere wurden verletzt. Unter den Toten war auch ein Neffe des Schriftstellers Iwan Turgenew, Nikolai Turgenew.
Die Aufräumarbeiten erwiesen sich als sehr schwierig, weil die Wagen zum Teil im Schlamm begraben lagen. Militär wurde eingesetzt, aber die Arbeiten konnten erst am 15. Juli 1882 abgeschlossen werden. Das Militär sperrte den Unfallort weiträumig ab. Dem Journalisten Wladimir Giljarowski gelang es gleichwohl, wenn auch ohne Erlaubnis, an die Unfallstelle vorzudringen und zwei Wochen lang von den Aufräumungsarbeiten zu berichten. Dies führte zu heftiger Kritik an der Eisenbahn in der Öffentlichkeit, denn dies war nicht der erste Großunfall auf den russischen Eisenbahnen, aber der erste, über den umfangreich berichtet und in der Öffentlichkeit diskutiert wurde. Auch der Vorwurf der Korruption bei der Vergabe von Bauarbeiten wurde gegen Verantwortliche der Eisenbahn erhoben. Der Eisenbahnunfall trug dazu bei, dass in der russischen Öffentlichkeit der boomende technische Fortschritt in Russland fortan kritischer gesehen wurde. Der Unfall wurde deshalb mehrfach literarisch verarbeitet, so u. a. bei Anton Tschechow, Lew Tolstoi und Michail Saltykow-Schtschedrin.